# Bidokht
Bīdokht (farsi بیدخت) è una città dello shahrestān di Gonabad, circoscrizione Centrale, nella provincia del Razavi Khorasan in Iran. Aveva, nel 2006, una popolazione di 4.823 abitanti.